# Serolella bouvieri
Serolella bouvieri är en kräftdjursart som först beskrevs av Richardson1906.  Serolella bouvieri ingår i släktet Serolella och familjen Serolidae. Inga underarter finns listade i Catalogue of Life.